# Constitution de Bamberg
 (septembre 2021).
Si vous disposez d'ouvrages ou d'articles de référence ou si vous connaissez des sites web de qualité traitant du thème abordé ici, merci de compléter l'article en donnant les références utiles à sa vérifiabilité et en les liant à la section « Notes et références ».
La Charte constitutionnelle de l'État libre de Bavière du 14 août 1919 (Verfassungsurkunde des Freistaats Bayern vom 14. August 1919), dite la constitution de Bamberg (Bamberger Verfassung), était la constitution en vigueur en Bavière entre 1919 et 1946. Ce texte a été adopté le 12 août 1919 par la Bavière et promulguée le 14 août. Cette constitution tient son surnom de la ville de Bamberg, en Franconie, où le Landtag et le Gouvernement s’étaient installés provisoirement après avoir fui Munich, alors en révolution.
C’était la première constitution démocratique adoptée par la Bavière ; l’élection des constituants, le 12 janvier 1919, avait été la première au suffrage libre, égal, direct et secret.
Elle instaura un régime parlementaire bicaméral et rationalisé, et introduisit diverses dispositions qui manqueront à la Constitution du Reich adoptée la même année et ne seront adoptées au niveau fédéral qu’avec la loi fondamentale de 1949, notamment la légitimation du chef de gouvernement par la majorité absolue du nombre légal de membres du parlement, le contrôle de constitutionnalité, et le recours individuel en inconstitutionnalité contre des lois ou règlements.
Elle consacra à un plus haut degré que la Constitution du Reich le principe de collégialité du cabinet : elle n’attribuait formellement au ministre-président que très peu de droits et notamment aucune compétence d’orientation de la politique gouvernementale, et lui donnait pour principale fonction la formation du cabinet. Ceci rapproche le texte de la Loi constitutionnelle fédérale adoptée par l’Autriche l’année suivante.
La constitution dite de Bamberg entra en vigueur le 15 septembre 1919. Elle cessa d’être appliquée, sans formellement être abolie, après l’installation du régime nazi et la promulgation de la loi du 30 janvier 1934 sur la restructuration du Reich ; la Constitution de l'État libre de Bavière adoptée le 2 décembre 1946 la remplaça après la Seconde Guerre mondiale.